# 溥倫
貝勒銜貝子溥伦（1874年11月10日—1927年1月21日），字彝庵，爱新觉罗氏，满洲镶红旗。道光帝嗣曾孙，隐志郡王奕纬之嗣孙，贝子载治第四子。
1875年1月，同治帝载淳逝世。同治帝是咸丰帝的独子，无兄弟、无子嗣。若为同治帝立嗣子、继承皇位，当选择“溥”字辈的道光帝曾孙。尚在襁褓的溥伦和六岁的哥哥溥侃是当时仅有的“溥”字辈道光帝曾孙。但两人父亲载治是过继的儿子，并非道光帝亲孙，本生支派較遠。同治帝逝世时，选立继位皇帝的会议没有官方记载。私人文献记载中，当溥侃和溥伦被提名为继位人选时，道光帝第五子、惇亲王奕誴以“疏属，不可。”表示反对。最终，主政的兩宮太后选择了道光帝的亲孙、奕譞之子载湉过继予咸丰帝，继承皇位。
光绪七年（1881年）袭贝子。二十年（1894年），加贝勒衔。光緒三十年（1904年）贝子溥伦3月4日率清朝代表团离京出席美国圣路易斯世界博览会，主持“一切赴会事宜”。事实上溥伦除了参加世博会活动外，还在华府、纽约、芝加哥等城市进行了许多考察和会见。
三十三年（1907年）筹备资政院，与孙家鼐共同担任总裁。宣统三年（1911年）任庆亲王内阁农工商大臣。与庆亲王奕劻关系密切，赞同宣统逊位。民国后，转而依附袁世凯，赞同洪宪帝制，受参政院长，许亲王双俸。

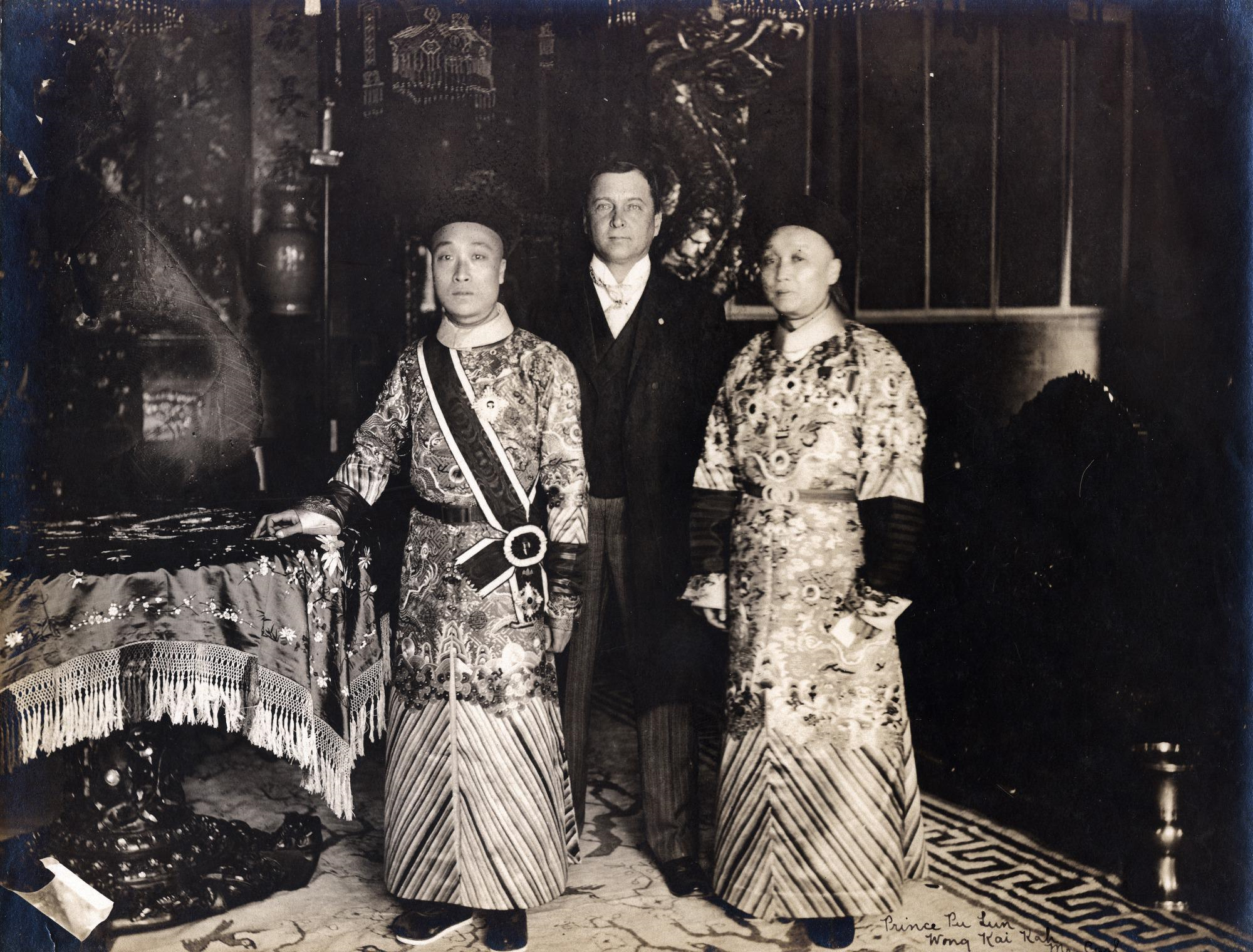
溥伦（左）在1904年世界博览会